# B.D. la munte și la mare
B.D. la munte și la mare este un film de comedie românesc din 1971, regizat de Mircea Drăgan. Rolurile principale sunt interpretate de Toma Caragiu, Sebastian Papaiani, Puiu Călinescu, Dem Rădulescu, Jean Constantin și Iurie Darie.
Acest film este al treilea din seria B.D. și prezintă două cazuri rezolvate de Brigada Fapte Diverse (prescurtată B.D.) a unei secții de miliție din România comunistă: descoperirea și anihilarea unei bande de traficanți de droguri care transporta materiale stupefiante prin RSR și arestarea unui infractor străin, originar din România, care dorea să organizeze o rețea de furt și export în stil mare de icoane peste graniță.

## Rezumat
Filmul este împărțit în două fragmente: Prafuri pentru mama-mare și Icoana făcătoare de minuni și prezintă rezolvarea a două cazuri de către membrii Brigăzii Fapte Diverse a unei secții de miliție: căpitanul Panait (Toma Caragiu), plutonierul Căpșună (Sebastian Papaiani), sergentul-major Cristoloveanu (Dumitru Furdui) și câinele lup Costel.
Filmul începe cu eliberarea din închisoare a celor trei prieteni: Gogu Steriade (Dem Rădulescu), Trandafir (Puiu Călinescu) și Patraulea (Jean Constantin). Deveniți liberi, cei trei se căsătoresc toți odată: Patraulea se însoară cu Luminița Mardare, Trandafir cu Maricica Teică și Gogu cu Stela Mocuță. Pe când cele trei cupluri ieșeau din clădirea primăriei, unde-și oficializaseră relațiile, ei se întâlnesc cu grupul de milițieni din Brigada Diverse care venise la căsătoria plutonierului Căpșună cu domnișoara Angela (Reka Nagy).

### Prafuri pentru mama-mare
În prima parte, Prafuri pentru mama-mare, maiorul Dobrescu (Iurie Darie) îi trimite pe membrii Brigăzii Fapte Diverse în concediu cu familiile pe litoralul Mării Negre. Milițienii bucureșteni trebuie să participe la o acțiune comună dirijată de conducerea Miliției Constanța. Lor li s-au reținut trei camere într-un hotel din stațiunea Venus. În concediul lor pe litoral, milițienii de la Brigada Diverse se întâlnesc iarăși cu cei trei borfași: Patraulea și Trandafir realizau un spectacol muzical-coreografic la o grădină de vară din Mangalia, în timp ce Gogu era angajat pe post de ghid al lui Mișu Vasilesco (Ion Finteșteanu), un escroc străin plecat de 30 de ani din România.
În colaborare cu milițienii constănțeni, membrii Brigăzii Diverse, cărora li se alătură locotenentul major Paula Deleanu și locotenentul Pârvulescu de la București, trebuie să descopere și să anihileze o bandă de traficanți de stupefiante ce urma să intre în țară prin punctul de trecere a frontierei Vama Veche. Milițienii bucureșteni urmăresc trei mașini străine în care bănuiesc că se află drogurile, asistă la ridicarea unei serviete de către un complice care aștepta pe marginea drumului, dar nu reușesc să găsească drogurile. Bănuind că este urmărit de miliție, complicele român dă pachetul cu droguri unui cumnat, un ospătar cunoscut ca nea Gicu, dar acesta nu poate să meargă la Constanța din cauza faptului că urma să vină directorul trustului în inspecție. Ospătarul dă pachetul lui Patraulea, spunându-i că sunt prafuri pentru mama-mare care era bolnavă de ulcer, apoi cutia ajunge la Trandafir (care consumă, fără să știe, o doză de droguri) și în final la Gogu, care-l conducea pe Vasilesco la Constanța.
Între timp, milițienii de la Brigada Diverse o urmăresc pe logodnica complicelui român al traficanților, care urma să primească drogurile la Constanța pentru a le transporta cu mașina la Oradea. Aceasta este arestată de căpitanul Panait și le dezvăluie anchetatorilor că logodnicul ei urma să-i aducă pachetul la o casă din Constanța, apoi acesta trebuia să se întâlnească cu traficanții în fața cazinoului pentru a-și primi banii. Milițienii se duc la locul de întâlnire și intră în posesia drogurilor. La 10 minute după arestarea fetei, două mașini din cele trei au plecat înapoi spre graniță. În aceeași seară, în fața cazinoului, vânătorii străini din cea de-a treia mașină încearcă să-l ucidă pe complice, împușcându-l. Vânătorii sunt arestați, iar milițienii află de la complicele rănit că traficanții au ascuns drogurile la motor, dar se temeau să transporte stupefiantele cu mașina prin România și au apelat la el, promițându-i că-i vor da suma de 15.000 de lei.

### Icoana făcătoare de minuni
Reîntorși la București după rezolvarea cazului traficanților de stupefiante, membrii Brigăzii Fapte Diverse primesc spre rezolvare de la maiorul Dobrescu o reclamație formulată de stăreția Mănăstirii Agapia. Conducerea mănăstirii reclama faptul că numitul Radu Cosmin, care a stat la mănăstire două săptămâni, nu și-a achitat cheltuielile de cazare și nici datoriile făcute la măicuțe și, la plecare, a luat cu el un potir de argint în valoare de 300 de lei. Mergând la locuința acestuia, căpitanul Panait află că Radu Cosmin a făcut la mănăstire reproduceri după icoane, iar cheltuielile lui trebuiau să fie suportate de cel care l-a angajat, pictorul Matei Dumbrăveanu. Radu Cosmin își plătește cheltuielile, iar Brigada Diverse începe să investigheze activitatea lui Matei Dumbrăveanu; acesta din urmă fusese condamnat la 15 ani de închisoare pentru falsificare de tablouri și era de șase ani în libertate.
Având un rest de trei zile de concediu, membrii Brigăzii Diverse se duc în Moldova pe urmele lui Matei Dumbrăveanu și descoperă cu acest prilej că icoana făcătoare de minuni de la Mănăstirea Agapia fusese furată și înlocuită cu o copie. Mănăstirea fusese vizitată în ultimele zile de mai mulți turiști străini, majoritatea în grupuri, dar și un turist francez care era însoțit de un român. Făcându-i acestuia din urmă portretul robot, milițienii află că era vorba de Gogu Steriade.
Gogu Steriade este urmărit de milițienii din București și se depistează legătura lui cu Vasilesco. Promițând că le va obține contracte în străinătate (Londra, Paris, Tokio), Vasilesco îi convinge pe cei trei prieteni să se ducă la crama Schitului Sihăstria pentru a-i aduce o planșetă cu desene făcute la mai multe mănăstiri din Moldova. Cei trei merg cu avionul la Suceava, dar milițienii de la B.D. ajung prea târziu ca urmare a faptului că în acea zi se trecuse la ora de vară. Cei trei borfași ajung la Schitul Sihăstria și recuperează planșeta de desen, vrând să se întoarcă cu ea la București. În același timp, Vasilesco organizează o recepție în cinsta vechilor săi colaboratori din București, „orașul marilor mele lovituri”. El le spune că intenționează să organizeze un export în stil mare de icoane furate din mănăstirile din România, dar borfașii îl ironizează când află că i-a trimis pe Gogu și prietenii săi după planșeta în care se afla icoana făcătoare de minuni furată de la Agapia.
Milițienii de la Brigada Diverse ajung la Schitul Sihăstria după ce Gogu și prietenii săi plecaseră cu icoana făcătoare de minuni. Ei reușesc să-i aresteze totuși pe ceilalți complici ai lui Vasilesco, iar apoi îi prind și pe cei trei prieteni de la care recuperează icoana. Deși Gogu și prietenii lui afirmă că nu știau ce transportă, ei sunt arestați odată cu Vasilesco.

## Distribuție
- Toma Caragiu — căpitanul Panait
- Dem Rădulescu — Gheorghe (Gogu) Steriade, borfaș recent eliberat din închisoare
- Ion Finteșteanu — Mișu Vasilesco, un escroc străin plecat de 30 de ani din România
- Puiu Călinescu — maestrul Alexandru Trandafir, borfaș recent eliberat din închisoare
- Jean Constantin — Ștefan (Fănică) Patraulea, borfaș recent eliberat din închisoare
- Sebastian Papaiani — plutonierul Căpșună
- Ioana Drăgan — lt. major Paula Deleanu
- Dumitru Furdui — sergentul-major Cristoloveanu
- Iurie Darie — maiorul Dobrescu
- Gheorghe Oancea — locotenentul Pârvulescu
- Carmen Șerbănescu — logodnica cărăușului de droguri
- Reka Nagy — Angela Căpșună, soția plutonierului
- Dinu Gherasim — colonelul de miliție de la Constanța
- Sabin Făgărășanu — locotenentul Vidrașcu
- Ion Anghel — infractorul Mocanu
- Elena Ioja — Stela Mocuță, soția lui Gogu
- Gheorghe Nigai — pictorul Radu Cosmin
- Crăița Enulescu — Luminița Mardare, soția lui Patraulea
- Mariana Meșteșug — Maricica Teică, soția lui Trandafir
- Sidonia Manolache
- Gelu Manolache — ospătarul cu care vorbește Patraulea
- Lucia Pîrvulescu
- Dumitru Dunea — vânătorul cu părul alb
- Nastasia Costescu
- Sorin Gabor — șoferul cu pălărie albă și cheile în mână care stă lângă Opel la benzinărie
- Fritz Braun — bărbatul care pretinde că Patraulea i-a furat 100 lei
- Ion Niciu — vânătorul cu mustață și păr creț
- Mircea Constantinescu — Tache, colaboratorul în vârstă a lui Vasilesco
- Constantin Măru — hoțul Mărgică
- Pompilia Vasiu — mama lui Trandafir
- Traian Dănceanu
- Corneliu Ispas — infractorul Haralamb
- Lucian Iancu — vânătorul bărbos
- Georgeta Negoițescu
- Vasile Dinescu — antepenultimul invitat al lui Mișu Vasilesco care intră cu cei doi bărbați în vârstă
- Mariana Costache
- Mariana Sterian
- Steluța Formescu — prima candidată care intră în concurs
- Ica Matache — maica Anastasia, ghida Mănăstirii Agapia (nemenționată)

## Producție
Consiliul Culturii și Educației Socialiste a comandat realizarea a două filme cu milițieni (primele două filme din seria Brigada Diverse) pentru ca să repare imaginea dură a unui plutonier de miliție din filmul «Reconstituirea» regizat de Lucian Pintilie. Inițial erau programate să fie realizate doar două filme din colecția Brigada Diverse, dar ca urmare a marelui succes pe care l-au avut primele serii la public, a fost filmată și o a treia. După cum este specificat pe genericul de început, acest film a fost realizat cu sprijinul Inspectoratului General al Miliției, fiind folosit pe post de consultant colonelul Nicolae Ștefănescu.
Cheltuielile de producție s-au ridicat la 2.800.000 lei. Scriitorii Vintilă Corbul și Eugen Burada au publicat în decembrie 1971 o scrisoare deschisă în revista „Săptămâna”, în care au semnalat „asemănările stupefiante de situații, de personaje și de replici” dintre seria de filme „BD” și un proiect cinematografic propriu intitulat „Caravana”, care fusese contractat și preluat de Studioul București în anul 1965 și casat în 1968, după mai multe variante de lucru.
Deoarece regizorul Mircea Drăgan era obișnuit să regizeze filme istorice și nu comedii, actorii au primit puține indicații la filmări, fiind lăsați să improvizeze. Jean Constantin a afirmat că regizorul îi lăsa liberi, iar „multe replici îmi aparțin, improvizam foarte mult”. În film a jucat și soția regizorului, actrița Ioana Drăgan.
Atmosfera pe platoul era foarte destinsă, iar membrii echipei tehnice (printre care și regizorul Mircea Drăgan) se amuzau copios la filmări și le venea greu să se concentreze. După cum și-a amintit mai târziu operatorul Nicolae Mărgineanu, actorul Jean Constantin, care îl interpreta pe Patraulea, obișnuia să mai întârzie uneori la filmări pentru că făcea naveta cu trenul de la Constanța. În timp ce acesta era așteptat, Toma Caragiu zicea cu o voce inimitabilă: „Paștele mamei lui de țigan! Ăsta, precis a furat ceva din tren. L-au prins și de-aia nu mai vine…”.
Au existat probleme cu filmarea cadrelor în care apărea câinele polițist Costel. Acesta se numea în realitate Rurich și era un câine ciobănesc german, dresat, adus pentru filmări chiar de la Miliție. După 12 ore de filmare, de oboseală sau de plictiseală, câinele începea să latre din senin și nu se mai oprea. Pentru a-l îmblânzi, actorul Sebastian Papaiani (care juca rolul plutonierului Căpșună) venea la filmare cu o pungă plină cu ficat de porc și îi dădea să mănânce.  Limuzina Buick pe care o conduce Dem Rădulescu în B.D. la munte și la mare era mașina-operator a Studioului Cinematografic București, din care se puteau filma din mers diferite scene.

## Recepție
Filmul B.D. la munte și la mare a avut parte de un mare succes la public, fiind vizionat de 4.720.817 de spectatori la cinematografele din România, după cum atestă o situație a numărului de spectatori înregistrat de filmele românești de la data premierei și până la data de 31.12.2007 alcătuită de Centrul Național al Cinematografiei.  Conform unei analize în privința difuzărilor la televiziuni a filmelor românești, realizată de paginademedia.ro în 2001, filmul B.D. la munte și la mare se află pe primul loc în lista filmelor românești difuzate de televiziunile din România, cu un număr total de 37 de difuzări în ultimii 6 ani. 
Criticul Călin Căliman considera în lucrarea „Istoria filmului românesc (1897-2000)” (2000) că seria B.D.-urilor a mizat pe microrecitalurile unor actori de comedie versați precum Dem Rădulescu, Jean Constantin, Puiu Calinescu, Toma Caragiu, Sebastian Papaiani, George Mihăiță sau Vasilica Tastaman, fiind prezentate aventurile a trei borfași simpatici. Reacțiile critice au fost însă împărțite pe un palier destul de larg. 
Criticul Tudor Caranfil nu a dat filmului nicio stea și a făcut următorul comentariu: „«Prafuri pentru mama mare» e comentariul unui caz de trafic de stupefiante, subiect care nu se prea pretează la umor după cum o demonstrează și episodul melodramatic al fetei arestate. „Icoana făcătoare de minuni” și furtul celor trei borfași ar mai fi comice, numai că regizorul nu știe să-și valorifice subiectul altfel decât lăsând „comicăria” pe seama strâmbăturilor actorilor. „Mircea Drăgan era obișnuit cu filme istorice, nu cu comedii. Nu ne dădea multe indicații!” – atestă unul dintre interpreți, Sebastian Papaiani. Ceea ce rezultă e o încununare a tripticului prin cel mai slab volet al său, care-i și pune, fatal, capăt.” 
Jurnalistul Cristian Tudor Popescu, doctor în cinematografie și profesor asociat la UNATC, considera Brigada Diverse intră în acțiune drept un film cu caracter politic și propagandistic al epocii comuniste. În opinia lui, Seria „Brigada Diverse” ar fi fost realizată la inițiativa autorităților politice ca o contrapondere la filmul Reconstituirea (1970).  Acțiunea filmului are loc în „socialismul consolidat”  în care nu există „crime teribile, hoții de mare anvergură, comploturi antistatale, pentru simplul motiv că așa ceva nu se poate întâmpla în Republica Socialistă România, unde covârșitoarea majoritate a cetățenilor muncesc cinstit”. Din cauza lipsei marilor infracțiuni, Brigada Diverse este forțată să se ocupe cu mici găinării, iar răufăcătorii nu au nicio șansă de scăpare în fața milițienilor inteligenți. Ofițerii și subofițerii de miliție din film sunt prezentați ca „oameni inteligenți, educați, culți, cu simțul umorului, corecți prin vocație și apărători ai cetățenilor onești”, ei fiind interpretați de actori simpatizați de public; autoritățile politice ar fi dorit astfel să facă uitată imaginea milițienilor din viața reală, considerate de jurnalist a fi „brute microcefale, corupți și răi, comportându-se discreționar și mitocănește cu cetățenii”.